# Otto von Stülpnagel
Otto von Stülpnagel (16 de junio de 1878 - 6 de febrero de 1948) fue un comandante militar alemán de la Francia ocupada durante la Segunda Guerra Mundial. Detenido por las autoridades aliadas después de la guerra, se suicidó en prisión en 1948.

## Biografía
Otto von Stülpnagel nació el 16 de junio de 1878 en Berlín. Era miembro de la familia Stülpnagel. Siguió una carrera militar en consonancia con la larga tradición militar de su familia. Encargado en 1898 y aceptado como miembro del Estado Mayor Imperial, recibió varias condecoraciones por su servicio en el frente occidental durante la Primera Guerra Mundial . Nominado para la Pour le Mérite, Stülpnagel sobrevivió a los recortes de personal exigidos por el Tratado de Versalles. Por las acusaciones de atrocidades alemanas, publicó una defensa de la conducta militar alemana en un libro popular titulado Die Wahrheit über die deutschen Kriegsverbrechen (La verdad sobre los crímenes de guerra alemanes) (1921). Promovido al rango Generalleutnant (Teniente general) en 1931, Stülpnagel desempeñó un papel de liderazgo en el Reichswehr junto con Kurt von Schleicher y Erich Freiherr von dem Bussche-Ippenburg durante la era de Weimar. Transferido a la incipiente Luftwaffe en 1934, Stülpnagel finalmente se hizo cargo de la academia de la fuerza aérea antes de caer en desgracia y retirarse en marzo de 1939. 
Días antes de la invasión alemana de Polonia, Hitler retiró a Stülpnagel al servicio activo y lo puso a cargo de un distrito militar en Austria (Wehrkreise XVII), y ocupó el último puesto durante catorce meses. 

### Comandante militar en Francia
El 25 de octubre de 1940, el alto mando del ejército alemán transfirió Stülpnagel a Francia y lo puso a cargo de un gobierno militar con el título de Militärbefehlshaber in Frankreich (MBF; "Comandante militar en Francia"). No sin controversia, esta última tarea definió la carrera de Stülpnagel. 
Las órdenes de Hitler pusieron al ejército y al MBF a cargo de la "seguridad", pero permitieron que otras agencias estatales y del partido ejercieran cierto grado de influencia en la Francia ocupada. El embajador alemán en París, Otto Abetz, primero supervisó y luego controló las relaciones diplomáticas entre Francia y Alemania, pero ese poder fue poco en la práctica. Hitler no permitió que su embajador hiciera concesiones comerciales para la cooperación francesa, y las negociaciones formales entre el Tercer Reich y la Francia de Vichy quedaron en nada. Con el control del flujo de materias primas vitales, alimentos y personas a través de la línea de demarcación que separaba la Francia ocupada de la desocupada, Stülpnagel podía recompensar la cooperación francesa al permitir que personas y mercancías cruzaran puntos de control militares, o podría sellar las fronteras y traer a los franceses. economía paralizada. El control sobre la línea de demarcación dentro de Francia y las fronteras con Alemania y Bélgica le dio al MBF una influencia considerable sobre la política alemana y los asuntos franceses. así, Stülpnagel desempeñó un papel importante en las relaciones franco-alemanas entre octubre de 1940 y enero de 1942. 
Decidido a apoyar el esfuerzo de guerra alemán al poner los recursos industriales franceses a disposición de la economía de guerra alemana, Stülpnagel desalentó todas las actividades que no promovieron el esfuerzo de guerra alemán. El último objetivo lo colocó en desacuerdo con los incondicionales del NSDAP que vieron la Segunda Guerra Mundial como una lucha contra los judíos y sus presuntos aliados comunistas. Días después de que las tropas alemanas ocuparan París, los agentes del Einsatzstab Reichsleiter Rosenberg y el personal de la embajada alemana comenzaron a confiscar las colecciones de arte de prominentes judíos franceses. Molesto por la aparente incautación del patrimonio artístico de Francia, el gobierno francés se quejó ante los diplomáticos alemanes y el MBF. Ansiosos por mantener relaciones cordiales con el régimen de Vichy, Stülpnagel y su personal condenaron las confiscaciones a través de una serie de protestas que finalmente llegaron al escritorio de Hitler, pero fue en vano. Hitler finalmente eximió al Einsatzstab del control militar y sancionó el robo al por mayor de colecciones de arte judío. 
El conflicto con las SS siguió un patrón similar. Obligados a aceptar un papel asesor al comienzo de la ocupación, las SS se quejaron del supuesto peligro de la llamada 'amenaza judía' y presionaron al MBF para que lanzara una campaña activa contra los "opositores raciales" en Francia, pero carecían de la autoridad para actuar de forma independiente. Después de que los grupos de la Resistencia francesa dispararon al coronel Karl Friedrich Hotz en Nantes el 20 de octubre y a Hans-Gottfried Reimers en Burdeos el 21 de octubre de 1941, Hitler ordenó a Stülpnagel que ejecutara entre 100 y 150 rehenes franceses por cada ataque. El MBF condenó de inmediato la política de Hitler a través de canales oficiales, trató ambos ataques como un solo incidente y disparó a un total de 98 rehenes. Decidido a preservar la cooperación francesa, Stülpnagel condenó las ejecuciones a gran escala. En contraste, las SS demostraron su entusiasmo por la guerra de Hitler contra la llamada conspiración judía al bombardear siete sinagogas en París la noche del 2/3 de octubre de 1941. Avergonzado por los ataques, Stülpnagel se quejó a los superiores en Berlín, pero sus reiteradas protestas solo reiteraron el tibio apoyo a la política racial nacionalsocialista. 
Sospechando el MBF de la Francofilia, el mariscal de campo Wilhelm Keitel, el jefe de Oberkommando der Wehrmacht (OKW; Alto Comando de las Fuerzas Armadas) se cansó de las quejas de Stülpnagel. El 2 de febrero de 1942, ordenó al MBF que respondiera a todos los actos de resistencia con "disuasivos agudos, incluida la ejecución de un gran número de comunistas, judíos o personas encarceladas que llevaron a cabo ataques anteriores, y el arresto de al menos 1.000 judíos o comunistas para una evacuación posterior". 
Stülpnagel, que había ejecutado a 95 rehenes el 15 de diciembre de 1941, se negó a avanzar en la implementación de la política de represalias. Inmediatamente presentó una amarga carta de renuncia. Sucedido por su primo Carl-Heinrich von Stülpnagel, Stülpnagel pudo haber sufrido una crisis nerviosa. Pasó el resto de la guerra con su esposa en Berlín. 

### Encarcelamiento y muerte

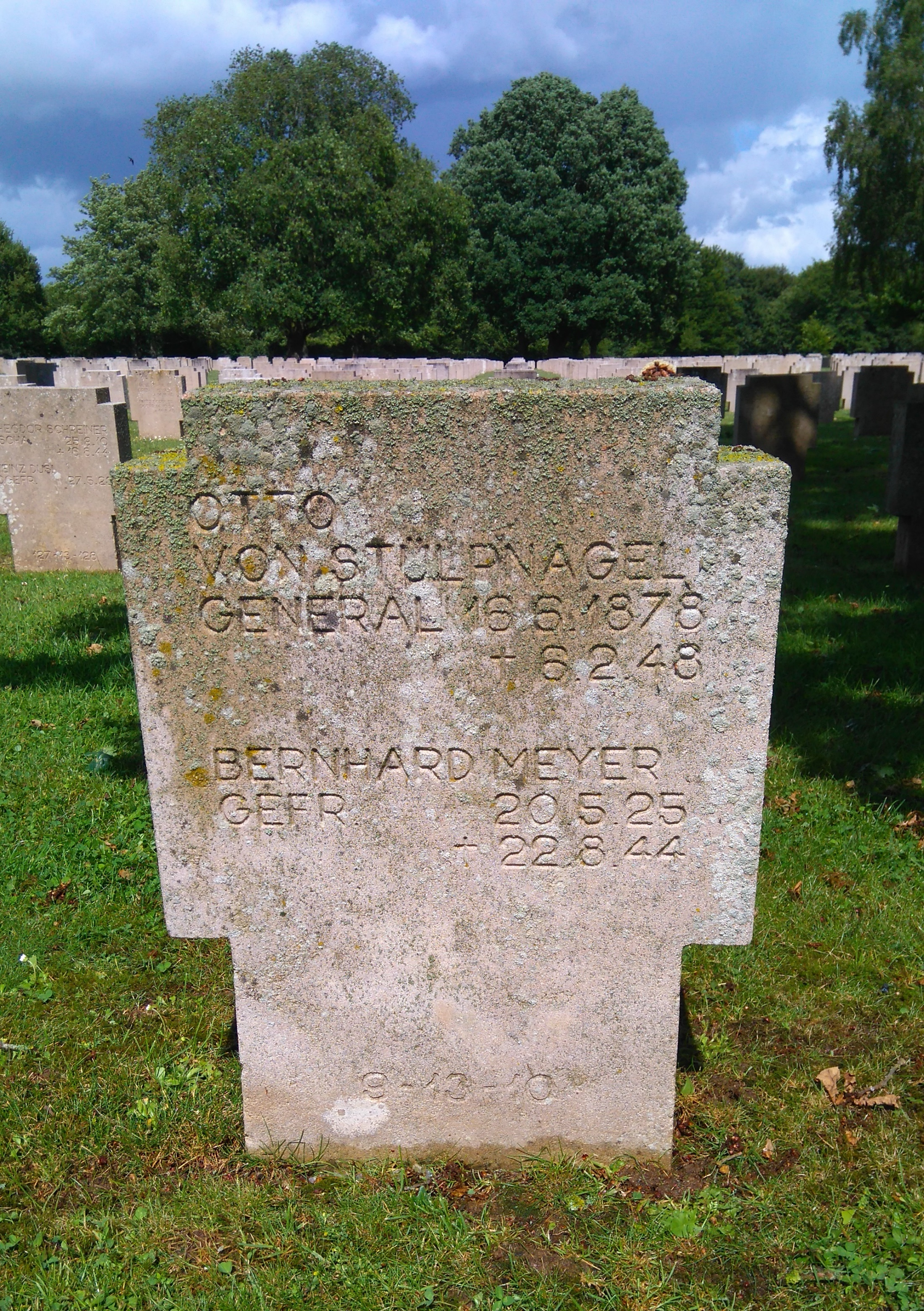
Tumba de Otto von Stülpnagel.

Detenido por las autoridades aliadas después de la rendición de Alemania, Stülpnagel fue trasladado a una prisión militar francesa. Acusado de crímenes de guerra por las autoridades francesas, Stülpnagel se suicidó en la prisión de Cherche-Midi el 6 de febrero de 1948. Está enterrado en el  Cementerio de guerra alemán Champigny-Saint-André.